# Magic Mushrooms
Magic Mushrooms è un videogioco di genere platform a schermata fissa pubblicato nel 1985 per gli home computer Acorn Electron e BBC Micro da Acornsoft. Il suo principale elemento di originalità era la presenza di un editor di livelli integrato. Venne generalmente apprezzato dalla critica britannica.

## Modalità di gioco
Platform molto classico, in Magic Mushrooms bisogna guidare un ometto panciuto con la maglia a righe di nome Murphy nella rimozione di tutti i funghetti allucinogeni che popolano il gioco.
Nella schermata fissa di ogni livello si vedono una serie di mattoncini verdi su sfondo nero. Per muoversi, il giocatore può utilizzare soltanto i tasti destra e sinistra e il salto e, per muoversi, può utilizzare delle scale. Una volta raccolti tutti i funghi, bisogna correre prima della scadenza del tempo verso una piattaforma che permette il passaggio al livello successivo. Elementi capaci di danneggiare il protagonista sono delle piattaforme instabili, del vetro che si sgretola o del ghiaccio capace di far scivolare, oltre ad alcuni nemici che hanno la forma di pomodori mutanti.
Oltre ai livelli standard di cui il gioco è composto, al suo interno è presente anche un editor di livelli. Il gioco non ha musica, ma soltanto effetti sonori.